# مسابقة الأغنية الأوروبية 2018
كانت مسابقة الأغنية الأوروبية (يوروفيجن 2018) في نسختها الثالثة والستين من مسابقة أغنية اتحاد الإذاعات الأوروبية السنوي. أُقيمت في العاصمة البرتغالية لشبونة، بعد فوز سلفادور سوبرال في مسابقة 2017 التي أقيمت في كييف بأغنية «الحب لنا». كانت هذه المرة الأولى التي تُستضاف فيها المسابقة في البرتغال، وذلك بعد 54 سنة من بدء نشاط البلاد العلني.
نظمها اتحاد البث الأوروبي واستضافتها إذاعة وتلفزيون البرتغال. عُقدت المسابقة في ألتيك أرينا، وتألفت من دوران قبل النهائي في 8 و10 مايو، وكان الدور النهائي في 12 مايو 2018.
استضافت العروض المباشرة الثلاثة فيلومينا كاوتيلا، وسيلفيا ألبرتو، ودانييلا روا، وكاتارينا فورتادو. شارك في المسابقة 43 بلدًا بما يعادل تسجيلات طبعة 2008 و2011. عادت روسيا بعد غيابها عن الدورة السابقة، ومنذ المرة الأولى عام 2011، لم تنسحب أي دولة من المسابقة. فازت إسرائيل بأغنية «توي» أدتها نيتا بارزيلاي وكتبها دومون ميدالي وستاف بيرير. كان هذا الانتصار الرابع لإسرائيل في المسابقة، بعد فوزها في دورة عام 1978، ودورة عام 1979، ودورة عام 1998 من المسابقة، مع احتلالها لمركز الخمسة الأوائل لأكثر من عقد من الزمن.
شهدت هذه الدورة أيضاً تحقيق كل من قبرص وجمهورية التشيك نتيجة جيدة في تاريخ شبكة يوروفيجن، شاغلة المركز الثاني والسادس على التوالي. احتل البلد المضيف ألا وهو البرتغال المركز الأخير في المسابقة، لتكون المرة الثالثة التي يُصنف بها البلد المضيف للمسابقة في آخر خمس مراكز منذ 2005
لم يشارك في المسابقة النهائية أي بلد من بلدان منطقة القوقاز (جورجيا وأرمينيا وأذربيجان). صدر تقرير عن اتحاد البث الأوروبي أنه كان للمسابقة جمهور من جميع دول العالم بحوالي 186 مليون مشاهد، متجاوزةً بهذا مسابقة عام 2017 بزيادة قدرت بنحو أربعة ملايين مشاهد.

## الموقع

### المقر

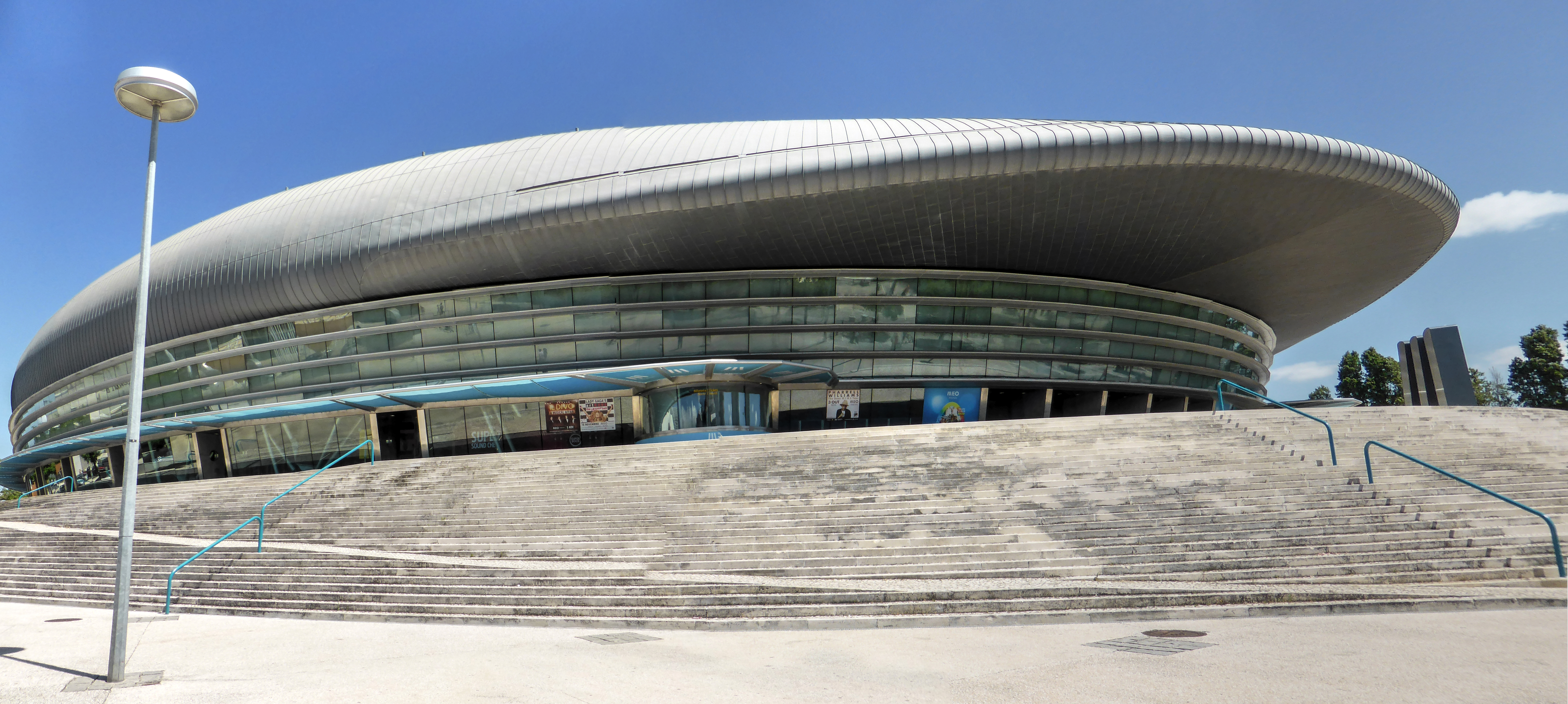
أتليك أرينا في العاصمة البرتغالية لشبونة

أتليك أرينا في لشبونة هي ساحة داخلية متعددة الأغراض بنيت لمعرض لشبونة العالمي لعام1998  بسعة حضور 20,000. ما يجعلها أكبر مكان داخلي في البرتغال وبين الساحات الأكبر في أوروبا. تقع في بارك أوف ناشينز بمنطقة ريفرسايد في شمال شرق لشبونة، جُددت بالكامل لاستضافة المعرض العالمي 1998. وهي تتصل بالمطار الدولي القريب عن طريق المترو وإلى بقية البلاد وأوروبا عن طريق القطار (محطة اورينتي).

## التنسيق

### التصميم البصري
كُشف عن موضوع المسابقة، ليركب الجميع! في 7 نوفمبر 2017 في مؤتمر صحفي عُقد في متحف لشبونة المائي.
يتميز تصميمه البصري بزخارف محيطية تشير إلى لشبونة وموقع البرتغال على ساحل المحيط الأطلسي وإلى تاريخ الملاحة البحرية في البلاد. وإلى جانب الشعار الرئيسي، الذي يصوِّر أصدافاً بحرية منمنمة، صُمم اثنا عشر شعاراً تكميلياً ليرمز إلى جوانب مختلفة من النظام البيئي البحري.
لاحظ المشرف التنفيذي للمسابقة جون ألا ساند أن الموضوع والشعارات «يتردد صداها مع تاريخ لشبونة ويؤكد على القيم الأساسية لتلفزيون يوروفيجن، بما في ذلك التنوع، بشكل جيد جداً. المحيط يربطنا جميعاً وتنوعه يمكن أن يوفر إلهاماً جيداً لكل من المذيعين المشاركين الذين نتطلع لرؤيتهم في لشبونة في مايو المقبل».

### مقدمو العروض

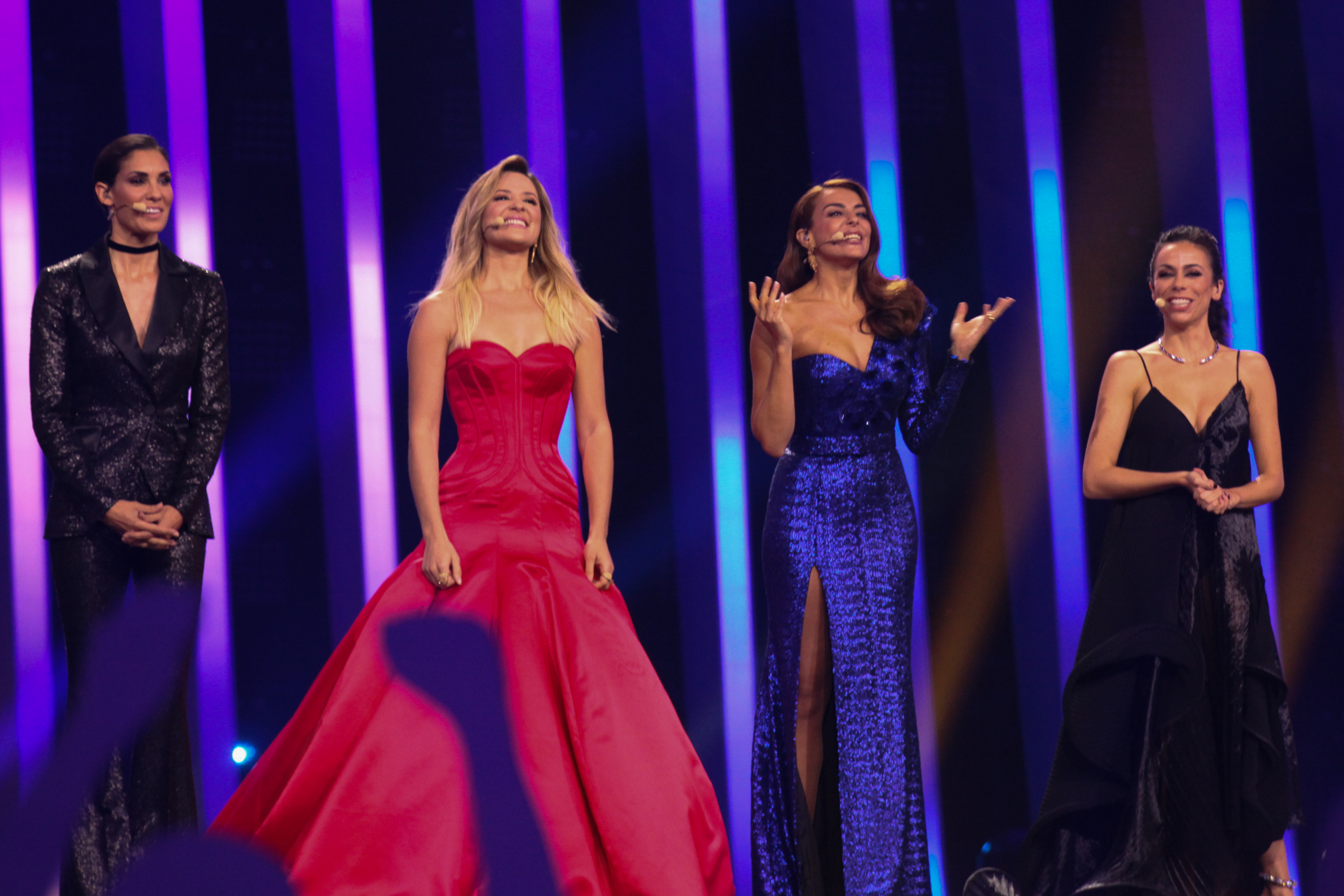
المقدمون دانييلا روا وسيلفيا ألبرتو وكاتارينا فورتادو وفيلومينا كاوتيلا

في 8 يونيو 2018، أعلنت كل من إذاعة وتلفزيون البرتغال واتحاد البث الأوروبي أن المسابقة ستستضيف لأول مرة أربع مذيعات إناث متضمنةً إضافة إذاعة وتلفزيون البرتغال لسيلفيا ألبرتو، وفيلومينا كاوتيلا، وكاتارينا فورتادو، مع الممثلة دانييلا روا. كانت هذه المرة الأولى منذ عام 2015 التي لم تميز فيها المسابقة المقدمين الذكور، وكانت السنة الثانية على التوالي التي كان فيها المقدمين جميعاً من نفس الجنس. أُكِدَ في 4 مايو 2018 أن كوتيلا كانت ستستضيف الغرفة الخضراء واستُضيف حفل افتتاح السجادة الزرقاء من قِبل الممثلة كلوديا سيماندو، ومضيف الإذاعة اينيس لوبيز غونسالفيس، ومضيف ممثل/التلفزيون بيدرو جرانجر، والممثل/المخرج بيدرو بنيم. أدار جرينجر وبينيم المؤتمرات الصحفية أيضاً.

### توزيع سحب نصف النهائي
جرى السحب لتحديد توزيع الدول المشاركة في الدور نصف النهائي لكل منها في 29 يناير 2018 الساعة 13:00 بتوقيت وسط أوروبا في قاعة مدينة لشبونة. صُنفت 37 دولة في السحب نصف النهائي في ستة أوعية، اعتماداً على أنماط التصويت التاريخي كما حُسبت من قبل شريك المسابقة ديجامي. يساعد التوجيه من أوعية مختلفة على تقليل فرصة ما يسمى «تصويت الكتل» وزيادة التشويق في نصف النهائي. حدد السحب أيضاً أي نصف نهائي سيُبث ويُصوت عليه من قبل كل من البلدان الستة النهائية التلقائية (تستضيف البرتغال والبلدان الخمسة الكبرى فرنسا وألمانيا وإيطاليا وإسبانيا والمملكة المتحدة). استُضيفت المناسبة من قِبل مقدمي المسابقة، سيلفيا ألبرتو وفيلومينا كاتيلا، وتضمنت مرور رمز شبكة أوروفيزيون من فيتالي كليتشكو، عمدة كييف، (المدينة المضيفة للمسابقة السابقة) إلى فرناندو ميدينا، عمدة لشبونة.
| الصندوق 1                                                                | الصندوق 2                                                  | الصندوق 3                                                  | الصندوق 4                                              | الصندوق 5                                                           | الصندوق 6                                                |
| ------------------------------------------------------------------------ | ---------------------------------------------------------- | ---------------------------------------------------------- | ------------------------------------------------------ | ------------------------------------------------------------------- | -------------------------------------------------------- |
| - ألبانيا - كرواتيا - مقدونيا - الجبل الأسود - صربيا - سلوفينيا - سويسرا | - الدنمارك - فنلندا - آيسلندا - أيرلندا - النرويج - السويد | - أرمينيا - أذربيجان - بيلاروس - جورجيا - روسيا - أوكرانيا | - بلغاريا - قبرص - اليونان - المجر - مولدوفا - رومانيا | - أستراليا - النمسا - جمهورية التشيك - إسرائيل - مالطا - سان مارينو | - بلجيكا - إستونيا - لاتفيا - ليتوانيا - هولندا - بولندا |

### الافتتاح والفاصل الزمني
أطلقت إذاعة وتلفزيون البرتغال التفاصيل الأولية المتعلقة بأعمال الافتتاح والفاصل الزمني للنهائي في 12 مارس 2018. تضمن الافتتاح مغنيي الفادو البرتغاليين آنا مورا ومارزا، أديا أغنية «مصير الحماقة» و«القارب الأسود»، وتبعها على التوالي استعراض من الأعلام لتقديم المشاركين النهائيين الـ 26، مع بث مباشر لمنسقي الموسيقى البرتغالية مع بيتبومبيرز. شملت أعمال الفترة الفاصلة الفائز في السنة الفائتة سالفادور سوبيرال، الذي أدى أغنيته الجديدة «رجل في مواجهة رجل» (كانت أيضاً ضربة ناجحة في البرتغال في ذلك الوقت) وأغنيته الحاصلة على جائزة شبكة أوروفيزيون «الحب لنا» (أداها في وقت لاحق مع المغني البرازيلي كايتانو فيلوسو) مع عروض الموسيقى الإلكترونية التي أداها برانكو مع ضم ساره تافاريس، مايرا اندراد ودينو دي سانتياغو.
الدول المشاركة

الدول المشاركة في مرحلة نصف النهائي الأولى
مؤهلة مسبقًا لمرحلة النهائي ولكن تصوت أيضًا في مرحلة نصف النهائي الأولى
دول مشاركة في مرحلة نصف النهائي الثانية
مؤهلة مسبقًا لمرحلة النهائي ولكن تصوت أيضًا في مرحلة نصف النهائي الثانية

أعلن الاتحاد الإذاعي الأوروبي في 7 نوفمبر 2017 أن 42 بلداً ستشارك في المسابقة. وأكدت روسيا عودتها بعد انسحابها من الدورة السابقة، في حين مُنعت مقدونيا الشمالية من المشاركة مؤقتاً من قبل الاتحاد الإذاعي الأوروبي بسبب الديون غير المسددة من قبل هيئة البث الوطنية. على أي حال، بعد عشرة أيام، أعلن الاتحاد الإذاعي الأوروبي أنه سيسمح لمقدونيا بدخول المسابقة، ورفع عدد البلدان المشاركة إلى 43، وهو ما يعادل عدد أكبر من المشاركين بالدورة 2008 ودورة 2011.

### الفنانون العائدون
شارك في المسابقة ممثلان كانا قد قاما بدور المغنيان البارزان لنفس البلدان. فاز ألكسندر ريباك لأدائه في يوروفجين التي كانت قد أقيمت في النرويج سنة 2009، وفي المركز الثاني «قصة خيالية» و «وايلون» عن هولندا في 2014 كجزء من أداء فرقة ذا كوكمون لينيت «الهدوء بعد العاصفة» وظهرت في المسابقة جيسيكا ماوبوي، ممثلةً أستراليا، بعد المشاركة في دورة 2014 كمقدمة في الفاصل الإعلاني في النصف النهائي وأدت «بحر الأعلام». بالإضافة إلى ذلك، شارك في المسابقة أربعة من المغنيين الرئيسيين الذين سبق وشاركوا كمساعدين لمنشدي الأغاني، اثنان منهم لنفس البلدان. دعمت ليا سيرك سلوفانيا في 2014 وشاركت خارج المرحلة في 2016، ودعم عضو ايكونيكس فلاديمير ميهايلوف بلغاريا في 2017.
مثّل سيزار سامبسون، النمسا، وساند بلغاريا في 2016 (أيضاً كراقص) خارج المرحلة في 2017. والمغنية سوري ممثلةً المملكة المتحدة، وساندت بلجيكا في 2015 (أيضاً كراقصة) وكانت المديرة الموسيقية الثانية لبلجيكا في عام 2017. ظهرت سارة تافاريس، في الفاصل الزمني، ممثلةً البرتغال في مسابقة الأغنية الأوروبية لعام 1994، بأغنية «استدعوا الموسيقى» التي احتلت المركز الثامن في المسابقة.

## وصلات خارجية
- الموقع الرسمي